# Oliva (Córdova)
Praça da Independência em Oliva

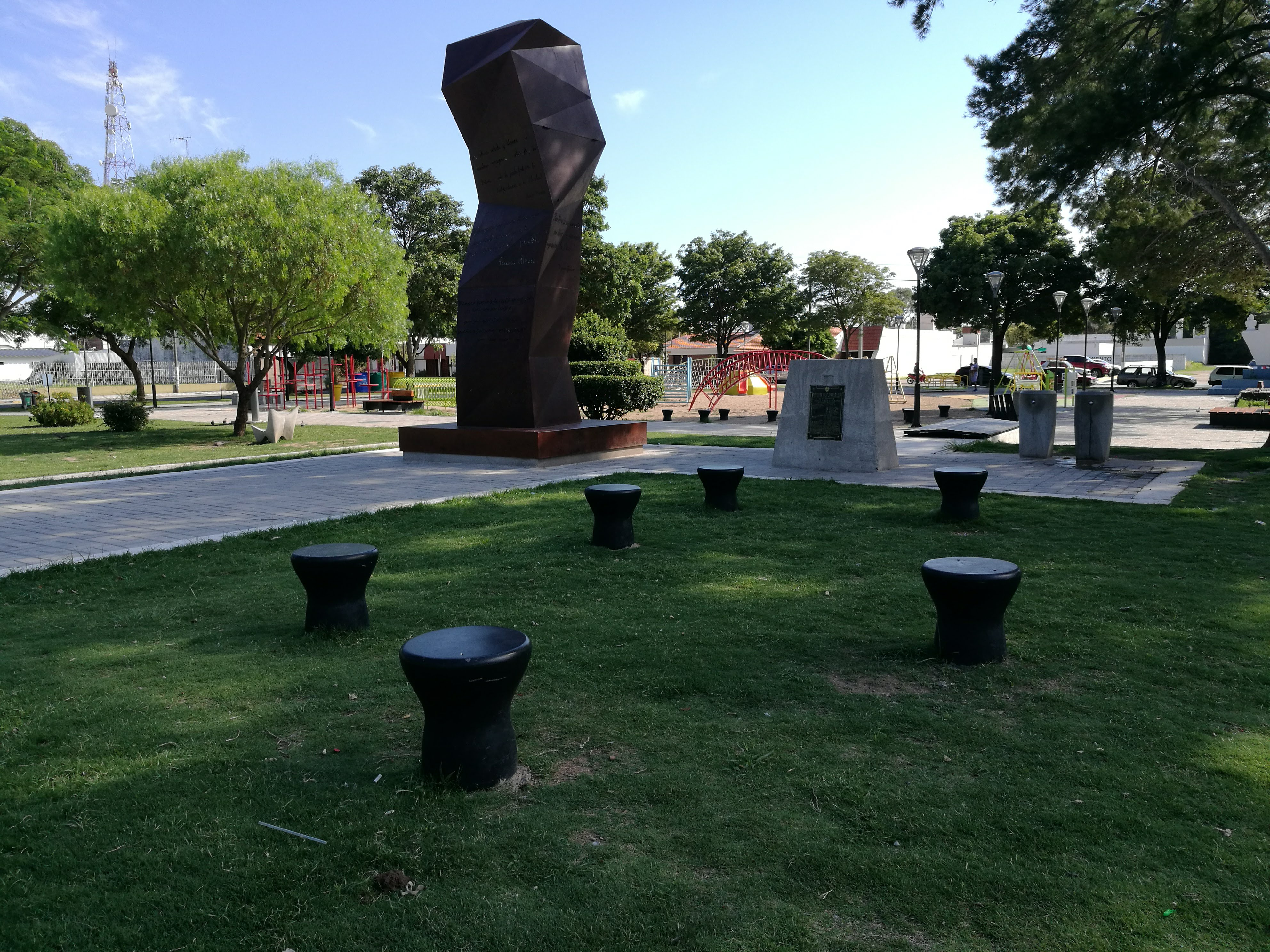
Praça da independência de Oliva (Córdova) Argentina.

Oliva é um município da província de Córdova, na Argentina.